# Армянский жестовый язык
Армянский жестовый язык (арм. հայերեն ժեստերի լեզու) — жестовый язык, который распространён среди глухих Армении. Неизвестно, имеет он ли отношение к армянскому женскому жестовому языку, который используется во время траура в связи с речевым табу.

## Классификация
Уиттман (1991) утверждает, что армянский жестовый язык является изолированным.